# Hussain Ali Khan Barha

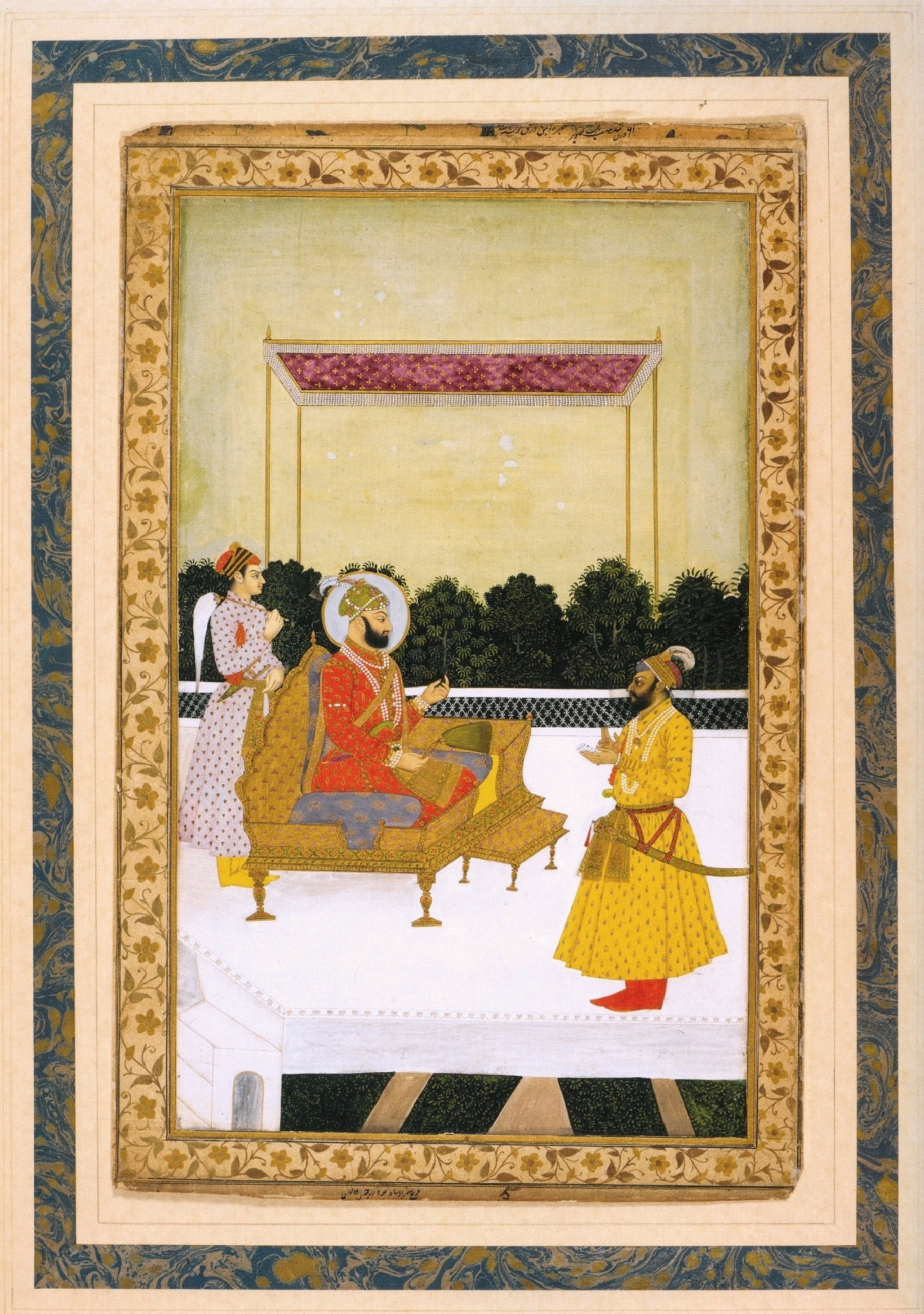
Hussain Ali Khan Barha op adiëntie bij keizer Farrukhsiyar. Rond 1715, British Library.

Syed Hussain Ali Khan Barha (1668 - 9 oktober 1720) was een edelman in het Mogolrijk, die samen met zijn broer Syed Abdullah Khan Barha enkele jaren de macht in handen kreeg als gevolg van een bondgenootschap met de Maratha's. De twee broers regeerden door een serie marionetten op de troon te zetten. Uiteindelijk werden ze uitgeschakeld door een andere groep edelen onder leiding van de Nizam-ul-Mulk, die de in zijn eigen paleis gevangen gehouden Mogolkeizer Muhammad Shah te hulp kwam.

## Weg naar de macht
De Barha's waren een clan van inheems-Indische edelen, die tijdens de begintijd van het sultanaat Delhi tot de islam waren bekeerd. Hassan Ali Khan Barha was een zoon van Abdullah Mian Khan Barha, die onder Mogolkeizer Aurangzeb als subehdar (gouverneur) van Bijapur diende. De zoons begonnen hun diplomatieke en militaire carrières ook in de Dekan, waar ze ervaring als bestuurders opdeden in de provincie Kandesh. In de jaren 1690 werden de broers naar de provincie Multan in het noordwesten gestuurd, waar ze onder prins Muazzam dienden, de latere keizer Bahadur Shah. Na de dood van Aurangzeb in 1707 vochten ze voor de prins in de slag bij Jajau, waar de opvolgingsstrijd beslist werd.
De Barha's raakten aan het hof van Bahadur Shah in conflict met de oudste zoon van de keizer, prins Muizuddin, en de vizier, Munim Khan. Waarschijnlijk werden ze daarom in het kamp van een tweede zoon gedreven, prins Azim-ush-Shan. In 1708 werd Hussain door deze prins aangesteld als waarnemend gouverneur van Bihar. Toen Bahadur Shah in 1712 overleed ontbrandde een strijd om de troon onder zijn zonen. Prins Azim-ush-Shan werd verslagen en gedood door prins Muizuddin, die onder de regeringsnaam Jahandar Shah een jaar lang op de troon zat. Jahandar Shah liet de Barha's direct uit hun posities zetten. De broers besloten daarop de verder kansloze zoon van Azim-ush-Shan te steunen, die op dat moment in Bengalen verbleef. Deze prins, Farrukhsiyar, beloofde Abdullah Khan Barha vizier te maken en zijn broer Hussain Ali Khan Barha mir bakhshi (keizerlijk schatbewaarder) - de twee machtigste posities aan het hof. De Barha's wisten met behulp van andere Hindoestaanse edelen een leger samen te stellen dat richting Delhi optrok. Begin 1713 werd Jahandar Shah bij Agra verslagen. Aan het hof in Delhi volgde een afrekening waarbij Jahandar Shah, Zulfiqar Khan en enkele edelen die hen gesteund hadden terechtgesteld werden.

## Machtsstrijd met Farrukhsiyar
De troonstrijd had het centrale gezag van de Mogolkeizer ernstig verzwakt. In grote delen van het rijk had de keizer in de praktijk niets meer te zeggen, omdat machtige gouverneurs zich zelfstandig waren gaan gedragen. De Rajputs weigerden zelfs naar het hof in Delhi te komen om de nieuwe keizer eer te bewijzen. Keizer Farrukhsiyar reageerde door de machtige maharadja van Marwar, Ajit Singh, zijn gouverneurschap van Gujarat af te nemen. Hussain Ali Khan Barha werd met een leger richting Amer gestuurd om de radja tot onderwerping aan het keizerlijk gezag te dwingen. De keizer speelde echter een dubbelspel, want tegelijkertijd schreef hij de maharadja bericht dat hij hem vorstelijk zou belonen als hij Barha wist uit te schakelen en doden. Hussain Ali Khan Barha kwam tot onderhandelingen met de maharadja, die hem de brieven van de keizer overhandigde. De twee kwamen achter de rug van de keizer tot een overeenkomst: Ajit Singh zou de keizer erkennen en hem zijn dochter ten huwelijk geven, maar zou met toestemming van de Barha's zijn gouverneurschap kunnen behouden.
Terug in Delhi kwamen de Barha's in conflict met een andere factie edelen onder Mir Jumla, die op de steun van keizer Farrukhsiyar kon rekenen. De vete escaleerde zodanig, dat de Barha's zich in 1714 in hun paleizen verschansten en dreigden hun posities als vizier en mir bakhshi op te geven. Bang dat ze, verwijderd van het hof, in staat zouden zijn een gewapende opstand te beginnen, stemde Farrukhsiyar daar niet mee in. In plaats daarvan kwam het tot een vergelijk tussen de twee facties, waarbij zowel Hussain Ali Khan Barha als Mir Jumla uit Delhi moesten vertrekken. Hussain Ali Khan Barha werd tot gouverneur in de Dekan benoemd en vertrok naar het zuiden, waar hij als onderkoning de tot dan toe ongekende macht kreeg zelf de jagirs te mogen verlenen. Tegelijkertijd had de keizer zijn volgeling Daud Khan Panni tot gouverneur van Kandesh benoemd. Deze reisde Hussain Ali Khan Barha achterna met geheime instructies hem te vermoorden. Hussain Ali Khan Barha wist Daud Khan Panni echter uit te schakelen, waarop het verraad van de keizer uitkwam.
De situatie op de Dekan was uiterst gespannen. Het gebied werd al een halve eeuw geteisterd door een slepende oorlog tussen de Mogols en Maratha's. De laatsten organiseerden plundertochten in de Mogolprovincies, of probeerden de gouverneurs tot betaling van een afkoopsom, die chauth genoemd werd, te dwingen. Hoewel Hussain Ali Khan Barha zijn best deed zijn provincies tegen invallen te verdedigen, werd hem dit uiterst moeilijk gemaakt door de keizer, die de Marathaleiders brieven stuurde waarin grote beloningen in het vooruitzicht werden gesteld als ze Barha wisten te doden.

## Machtsovername
In 1717 besloten de Barha's het daarom een akkoord met de Maratha's te sluiten. In ruil voor militaire steun zouden de Maratha's het recht krijgen belasting te heffen in de provincies van de Dekan en Gujarat. In de praktijk kwam het erop neer dat een groot deel van het Mogolrijk werd afgestaan aan de Maratha's. Uiteraard was keizer Farrukhsiyar het hier niet mee eens, maar toen een gezamenlijk leger onder Hussain Ali Khan Barha en de Marathaleider Balaji Vishwanath naar het noorden trok, kon de keizer weinig edelen bereid vinden hem te hulp te schieten. In januari 1719 trokken de Marathasoldaten Delhi binnen, waar ze echter ontvangen werden door een vijandige bevolking, die de wapens opnam. Deze impasse werd verbroken doordat Abdullah Khan Barha in het paleis de keizer de ogen uit liet steken en hem gevangen zette, om een neef tot keizer uit te roepen. Zolang een pretendent uit het huis van Timoer op de troon zat, was de bevolking van Delhi tevreden. De coupe was compleet toen de Barha's Farrukhsiyar twee maanden later lieten wurgen.
De nieuwe keizer, de 19-jarige zieke prins Rafi-ud-Darjat, werd dag en nacht bewaakt en er gebeurde aan het hof niets meer zonder instemming van de Barha's. Rafi-ud-Darjat leed echter aan tubercolose en overleed in juni 1719, na nog geen vier maanden op de troon gezeten te hebben. De Barha's gebruikten daarop de broer van de prins, Rafi-ud-Daulah (Shah Jahan II), maar deze overleed ook na enkele maanden. Een derde marionet, prins Roshan Akhtar, werd in september 1719 als keizer Muhammad Shah gekroond. 
Hoewel het aanstellen van marionetten de bevolking tevreden hield, stuitte de regering van de Barha's op verzet van de edelen, met name de factie uit Centraal-Azië afkomstige Turani's. Deze keken neer op de Hindoestaanse, inheemse edelen waartoe de Barha's behoorden. Ook waren ze verbolgen over de grote concessies die gemaakt waren aan de Maratha's, die ze als heidenen beschouwden. De machtigste Turani edelman, Chin Qilich Khan, de Nizam-ul-Mulk, was de gouverneur van Malwa. In een poging onder de supervisie van de Barha's uit te komen, zond keizer Muhammad Shah hem een verzoek tot steun. De nizam nam daarop de wapens op en wist in augustus 1720 een overwinning te behalen bij Shakarkhedla in de Dekan. Hussain Ali Khan Barha trok aan het hoofd van een leger naar de Dekan om de opstand neer te slaan. In zijn kamp bevond zich ook de Mogolkeizer. Eenmaal in de Dekan werd Barha echter vermoord. De keizer was daarop vrij om over te lopen naar het kamp van de nizam. Beide trokken nu op naar Delhi, waar ze in november Abdullah Khan Barha versloegen. Daarmee kwam een einde aan de regering van de Barha-broers.